# Industriegebiet-Hafen
Industriegebiet-Hafen ist ein Stadtteil in der oberösterreichischen Landeshauptstadt Linz.

## Lage
Der Stadtteil Industriegebiet-Hafen liegt östlich des Zentrums von Linz. Er wird im Süden von der Traun, im Osten von der Donau und im Westen (von Norden nach Süden) von der Südrampe der VÖEST-Brücke, der Hafenstraße und Industriezeile, der Mühlkreis Autobahn und der Westbahn begrenzt.
Der Stadtteil Industriegebiet-Hafen liegt in den Katastralgemeinden Lustenau (KG 45204) und St. Peter (KG 45208).

## Geschichte
Im Jahr 2014 wurde der Linzer statistische Bezirk Industriegebiet-Hafen aus dem Großteil der vormaligen statistischen Bezirke Hafenviertel und St. Peter gegründet. Namensgeber für den neuen statistischen Bezirk waren das enthaltene Industriegebiet und der Linzer Hafen.

## Sehenswürdigkeiten
Denkmalgeschützte Objekte:
- Befestigungsanlage Am Winterhafen

Weitere Gebäude:
- Voestalpine Stahlwelt, Veranstaltungszentrum und Museum

## Wirtschaft
- Chemiepark Linz
- Österreichische Schiffswerften AG
- Plasser & Theurer
- Voestalpine